# Peter Daubeny
Peter Lauderdale Daubeny (ur. 16 kwietnia 1921, zm. 6 sierpnia 1975) – angielski impresario teatralny.
Był inicjatorem i organizatorem międzynarodowego festiwalu teatralnego World Theatre Season w Londynie odbywającego się w latach 1964–1973 i w 1975. Sprowadzał do W. Brytanii wybitne przedstawienia i teatry (m.in. Berliner Ensemble, Comédie-Française, MChAT, Stary Teatr). Jest autorem wspomnień Mój świat teatru (1971, wyd. pol. 1974).